# Let There Be Love (canção de Melanie C)
Let There Be Love foi o terceiro single oficial tirado do álbum The Sea, da cantora britânica Melanie C.
O single foi lançado somente na Alemanha, Suíça e Áustria, únicos lugares onde a canção foi incluída na lista de faixas do CD.

## Música
A música é uma versão em inglês do sucesso "Liebe ist alles" da banda alemã Rosenstolz, que foi lançado em 2004. A canção também possui uma versão em francês, do cantor Grégory Lemarchal, intitulada "Je deviens moi", lançada posteriormente. A versão de Mel C foi a terceira a ser lançada, cronologicamente.

## Videoclipe
O vídeo da música foi gravado em Brighton, na Inglaterra. O clipe aposta em belos planos, muito bem construídos para ilustrar diferentes cenas de representações do amor. Além das diversas situações vistas no vídeo, a direção aposta em planos e lentes também variados, o que reforça a temática plural da narrativa.

## CD Single
Versão alemã
1. Let There Be Love
2. Stronger